# Тонґ Ка-по
Тонґ Ка-по (нар. 17 березня 1981) — колишня гонконгська тенісистка.
Найвищу одиночну позицію світового рейтингу — 236 місце досягла 20 серпня 2001, парну — 154 місце — 28 травня 2001 року.
Здобула 3 одиночні та 6 парних титулів туру ITF.

## Фінали ITF

### Одиночний розряд (3–0)
| Легенда         |
| --------------- |
| Турніри $50,000 |
| Турніри $25,000 |
| Турніри $10,000 |

| Результат | Ранг | Дата              | Турнір            | Покриття   | Суперниця      | Рахунок     |
| --------- | ---- | ----------------- | ----------------- | ---------- | -------------- | ----------- |
| Перемога  | 1.   | 29 листопада 1998 | Маніла, Філіппіни | Тверде     | Лара Ван Роєн  | 6–3, 6–1    |
| Перемога  | 2.   | 3 вересня 2000    | Куґаяма, Японія   | Тверде     | Chang Kyung-mi | 7–6(3), 7–5 |
| Перемога  | 3.   | 2 червня 2002     | Тяньцзінь, КНР    | Тверде (i) | Лю Вейцзюань   | 6–3, 6–4    |

### Парний розряд (6–2)
| Результат | Ранг | Дата           | Турнір                    | Покриття   | Партнерка          | Суперниці                             | Рахунок       |
| --------- | ---- | -------------- | ------------------------- | ---------- | ------------------ | ------------------------------------- | ------------- |
| Перемога  | 1.   | 20 грудня 1999 | Лакхнау, Індія            | Трава      | Маніша Малхотра    | Маша Весеняк Уршка Весеняк            | 6–3, 5–7, 6–1 |
| Поразка   | 2.   | 6 лютого 2000  | Веллінгтон, Нова Зеландія | Тверде     | Дженні Белобрайдіч | Мірейлл Діттманн Крістен ван Елден    | 6–7(6), 4–6   |
| Поразка   | 3.   | 16 липня 2000  | Вінніпег, Канада          | Ґрунт      | Кірстін Фрає       | Рената Колбовіч Ванесса Вебб          | 1–6, 4–6      |
| Перемога  | 4.   | 6 серпня 2000  | Альгеро, Італія           | Ґрунт      | Такасе Аямі        | Аліче Канепа Валентіна Сассі          | 3–6, 6–3, 6–1 |
| Перемога  | 5.   | 14 серпня 2000 | Стамбул, Туреччина        | Тверде     | Магда Міхалаке     | Марія Головизніна Євгенія Куликовська | 6–1, 6–2      |
| Перемога  | 6.   | 3 вересня 2000 | Куґаяма, Японія           | Тверде     | Chen Yu-an         | Chang Kyung-mi Chae Kyung-yee         | 6–3, 6–1      |
| Перемога  | 7.   | 29 липня 2001  | Ґуанчжоу, КНР             | Тверде     | Лі Тін             | Чень Янь Сунь Тяньтянь                | 7–5, 6–3      |
| Перемога  | 8.   | 2 червня 2002  | Тяньцзінь, КНР            | Тверде (i) | Чжань Цзіньвей     | Choi Jin-young Choi Young-ja          | 6–3, 3–6, 6–1 |